# Eumorpha mirificatus
Eumorpha mirificatus är en fjärilsart som beskrevs av Augustus Radcliffe Grote 1875. Eumorpha mirificatus ingår i släktet Eumorpha och familjen svärmare. Inga underarter finns listade i Catalogue of Life.